# Saint-Grégoire-d'Ardennes
 Saint-Grégoire-d'Ardennes  es una población y comuna francesa, situada en la región de Poitou-Charentes, departamento de Charente Marítimo, en el distrito de Jonzac y cantón de Saint-Genis-de-Saintonge.

## Demografía
| 147 | 140 | 142 | 153 | 134 | 118 |
| Para los censos de 1962 a 1999 la población legal corresponde a la población sin duplicidades (Fuente: INSEE [Consultar]) |     |     |     |     |     |